# Bromdifluormethan
Bromdifluormethan ist eine chemische Verbindung aus der Gruppe der Halogenkohlenwasserstoffe.

## Gewinnung und Darstellung
Bromdifluormethan kann durch Reaktion von Dibromdifluormethan mit Wasserstoff bei 400 bis 600 °C gewonnen werden.

## Eigenschaften
Bromdifluormethan ist ein Gas, das löslich in Wasser ist. Die Abbauzeit in der Atmosphäre wird mit sieben Jahren angenommen.

## Verwendung
Bromdifluormethan wurde als Kühl- und Feuerlöschmittel verwendet. Es wurde als Ersatz für Halon 1301 und Halon 1211 entwickelt und 1990 in den USA zugelassen, aber durch sein Ozonabbaupotential nach 2000 wieder verboten.